# Abaddon
« Apollyon » redirige ici. Pour le musicien norvégien, voir Apollyon (musicien).

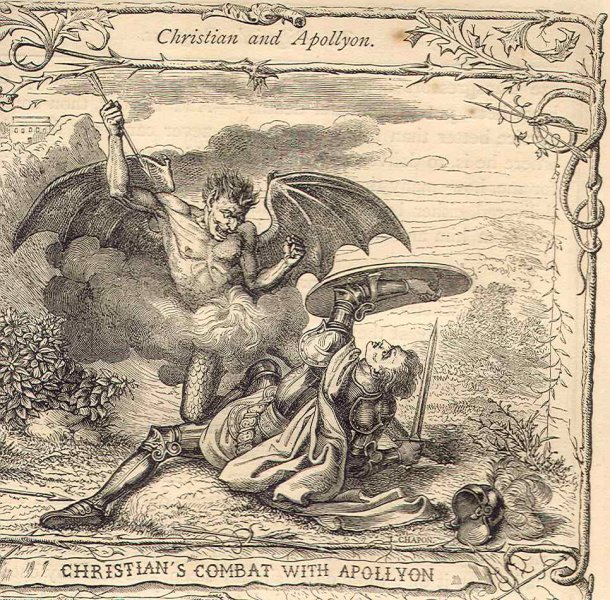
Dessin figurant Apollyon (en haut) aux prises avec Chrétien dans le Voyage du pèlerin (édition de 1850 env.) de John Bunyan.

Le nom Abaddon provient du mot hébreu אבדון, signifiant « destruction » ou « abîme » ou encore « perdition ». Le nom grec correspondant est Apollyon (« le destructeur »). Il est parfois traduit en français par Apollin.
Ce nom est utilisé comme nom propre pour désigner l'ange exterminateur de l'abîme dans l'Apocalypse de saint Jean ou, dans les Psaumes, le royaume des morts. Il est parfois représenté comme étant le maître d'une armée de criquets à visage humain, aux grandes dents et possédant une épaisse armure.

## Le texte de l'Apocalypse
« À leur tête, comme roi, elles ont l'Ange de l'Abîme ; il s'appelle en hébreu “Abaddôn”, et en grec “Appolyôn”. »

— Apocalypse selon saint Jean 9,11